# QW Андромеды
QW Андромеды (лат. QW Andromedae) — двойная затменная переменная звезда типа W Большой Медведицы (EW)* в созвездии Андромеды на расстоянии приблизительно 3957 световых лет (около 1213 парсеков) от Солнца. Видимая звёздная величина звезды — от +13,05m до +12,6m. Орбитальный период — около 0,4919 суток (11,805 часов).

## Характеристики
Первый компонент — жёлто-белая звезда спектрального класса F. Радиус — около 1,85 солнечного, светимость — около 8,014 солнечных. Эффективная температура — около 7142 K.
Второй компонент — жёлто-белая звезда спектрального класса F.